# Hygrophorus olivaceoalbus
Hygrophorus olivaceoalbus (Fr.) Fr., 1838 è un fungo basidiomicete del genere Hygrophorus, a sua volta appartenente alla famiglia delle Hygrophoraceae.

## Descrizione

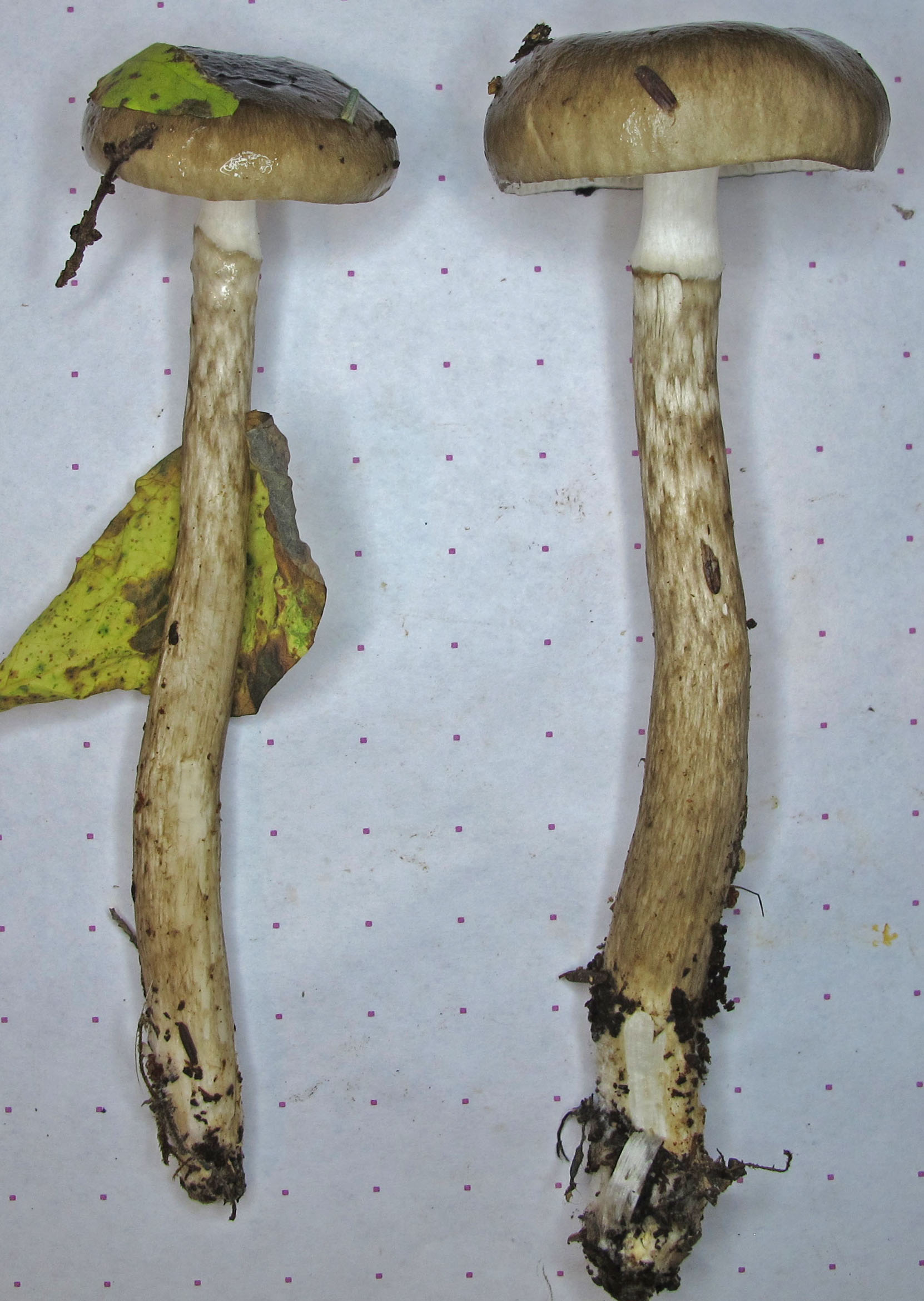
Il gambo è marroncino sotto la zona apicale simile all'anello, dove è invece di colore bianco

Il cappello di H. olivaceoalbus ha un diametro di 3-12 cm ed è emisferico negli esemplari giovani, diventando convesso ma più piatto con l'invecchiamento; presenta un umbone scuro al centro. Sotto la superficie viscida, di colore grigio o marrone fuligginoso, la cuticola del cappello è resa striata da fibrille disposte radialmente e di colore grigio scuro. I carpofori giovani sono ricoperti da due strati di velo; il velo interno, composto da fibrille scure, diventa una sorta di guaina sul gambo del fungo, che viene inoltre ricoperto da uno strato gelatinoso nella sua porzione apicale.
Il lungo gambo di H. olivaceoalbus, spesso ondulato o ricurvo, è alto fino a 10-12 cm e ha un diametro di 1-3 cm; la sua superficie esterna diventa leggermente viscida in caso di pioggia. La base del gambo è talvolta più sottile che in prossimità dell'apice. Al di sopra della zona simil-anulare, il gambo è liscio e biancastro. Esso ricoperto da due strati di tessuto: lo strato esterno, vischioso, e lo strato interno, relativamente sottile e costituito da fibre squamose, simili a quelle sotto lo strato cuticolare del cappello. Man mano che il gambo cresce e aumenta di lunghezza, il suo strato interno si sfibra, rompendosi in fasce concentriche scure e irregolari.
Le lamelle di H. olivaceoalbus sono spesse, ampiamente distanziate e da adnate (largamente attaccate) a decorrenti (si estendono parzialmente lungo il gambo); sono bianchastre (con tonalità grigiastre verso la base) e hanno una consistenza cerosa.
La carne del fungo liscia, sottile e bianca. Il sapore - lievemente dolciastro - e l'odore di H. olivaceoalbus sono piuttosto delicati. Se trattata con una soluzione diluita di idrossido di sodio o di acido solforico, la carne diventa rossastra.
Le spore sono ellissoidali, lunghe 9-12 e larghe 5-6 micrometri, di superficie liscia e non contengono amilosio; se testate con il reagente di Melzer, assumono una colorazione giallastra. La sporata è di colore bianco.

## Distribuzione e habitat
H. olivaceoalbus si associa formando micorrize con conifere; sulla costa pacifica degli Stati Uniti, il fungo forma micorrize più frequentemente con il peccio di Sitka e la sequoia della California, mentre nelle Montagne Rocciose tende ad associarsi più spesso con il peccio di Engelmann e il peccio blu. Predilige suoli acidi, gessosi, ricchi di muschio, a quote collinari o di montagna, nelle foreste di conifere o miste, anche vicino al limitare della vegetazione arborea. Il fungo, in genere solitario, può occasionalmente crescere a gruppi anche numerosi.
Oltre che nel Nordamerica occidentale e settentrionale, H. olivaceoalbus è diffuso anche in Europa (tranne nel bacino del Mediterraneo) e in Russia.
Il fungo tipicamente cresce tra la fine dell'estate e l'inizio dell'inverno, ma occasionalmente anche in giugno o fino alla fine di dicembre. Non è una specie a rischio di estinzione, tranne in Francia, dove sembra essere quasi estinto.

## Commestibilità
H. olivaceoalbus è utilizzato in cucina, soprattutto in Catalogna, dove rientra nella preparazione di molti piatti tradizionali; in generale, è impiegato in campo gastronomico in Europa, molto meno in America settentrionale. Il suo sapore, piuttosto tenue, viene definito "blando" e "inconsistente" da alcuni autori; altri suggeriscono di rimuovere la viscida cuticola dal cappello del fungo prima di cucinarlo. È stato ipotizzato che alcuni soggetti siano intolleranti a H. olivaceoalbus, se consumato in grandi quantità.

## Proprietà farmacologiche
Dal carpoforo di H. olivaceoalbus si possono estrarre derivati dei ciclopentenoni, i cosiddetti igroforoni; il fungo li produce come metaboliti secondari. I composti individuati nel fungo sono polioli e hanno un effetto antimicotico e antibatterico, risultando efficaci soprattutto contro i batteri Gram-positivi e anche contro specie batteriche sempre più resistenti ad antibiotici di uso comune, come la meticillina, la ciprofloxacina o la vancomicina. Il fungo è utilizzato nella medicina tradizionale cinese, dove è noto per le sostanze antibiotiche che contiene, come i 4-, 6- o 4,5,6-tri-O-acetil igroforoni B14.